# انحدار (طيران)
في علم الطيران، الانحدار أو النزول هو أي فترة زمنية أثناء السفر الجوي حيث يقل ارتفاع الطائرة، ويكون عكس الصعود أو التسلق والارتقاء.
يعتبر الانحدار جزءًا من الإجراءات العادية، ولكنها تحدث أيضًا أثناء حالات الطوارئ، مثل تخفيف الضغط السريع أو غير المنضبط، مما يؤدي إلى هبوط طارئ إلى أقل من 10,000 قدم (3,000 م) ويفضل أن يكون أقل من 8,000 قدم (2,400 م)، على التوالي أقصى ارتفاع آمن مؤقت لطائرة غير مضغوطة وأقصى ارتفاع آمن لمدة طويلة.
مثال على تخفيف الضغط السريع هو رحلة خطوط ألوها رقم 243. قد يحدث الانحدار اللاإرادي نتيجة لانخفاض القوة، أو انخفاض الرفع (تجمد الجناح)، أو زيادة السحب، أو التحليق في كتلة هوائية تتحرك نحو الأسف، مثل التضاريس التي تسببها الأرض، بالقرب من عاصفة رعدية، في رياح هابطة، أو انفجار مكروي.

## نزول طبيعي
يمكن القيام بانحدار متعمد للهبوط، وتجنب الحركة الجوية الأخرى أو ظروف الطيران السيئة (الاضطرابات، أو ظروف الجليد، أو سوء الأحوال الجوية)، أو السحب (خاصة بموجب قواعد الطيران المرئية)، لرؤية شيء أقل، ودخول الهواء الأكثر دفئًا (انظر معدل زوال ثابت الحرارة)، أو للاستفادة من اتجاه الرياح على ارتفاع مختلف، خاصةً في البالونات.
يحدث الانحدار الطبيعي بسرعة جوية ثابتة وزاوية هبوط ثابتة (اقتراب نهائي 3 درجات في معظم المطارات). يتحكم الطيار في زاوية الانحدار من خلال تغيير قوة المحرك وزاوية الميل (خفض الأنف) للحفاظ على ثبات سرعة الهواء. تعتبر عمليات الانحدار غير المزودة بمحركات (مثل تعطل المحرك) أكثر حدة من عمليات الهبوط التي تعمل بالطاقة ولكنها تحلق بطريقة مماثلة للطائرة الشراعية.

## انحدار سريع
تتعلق عمليات الانحدار السريع بالتغيرات الهائلة في ضغط هواء المقصورة - حتى في الطائرات المضغوطة - ويمكن أن يؤدي إلى الشعور بعدم الراحة في الأذن الوسطى. يتم تحقيق الراحة عن طريق تقليل الضغط النسبي عن طريق معادلة الأذن الوسطى بالضغط المحيط («آذان متفرقعة») من خلال البلع أو التثاؤب أو المضغ أو مناورة فالسالفا.
المروحيات التي تفقد قوتها لا تسقط ببساطة من السماء. في مناورة تسمى الدوران التلقائي، يقوم الطيار بتهيئة الدوارات لتدور بشكل أسرع مدفوعًا بالهواء المتحرك لأعلى، مما يحد من معدل الانحدار. قبل الالتقاء بالأرض بوقت قصير جدًا، يقوم الطيار بتغيير الزخم المخزن في الدوار لزيادة الرفع لإبطاء معدل الانحدار إلى الهبوط العادي (ولكن بدون تحويم ممتد).

### الغوص

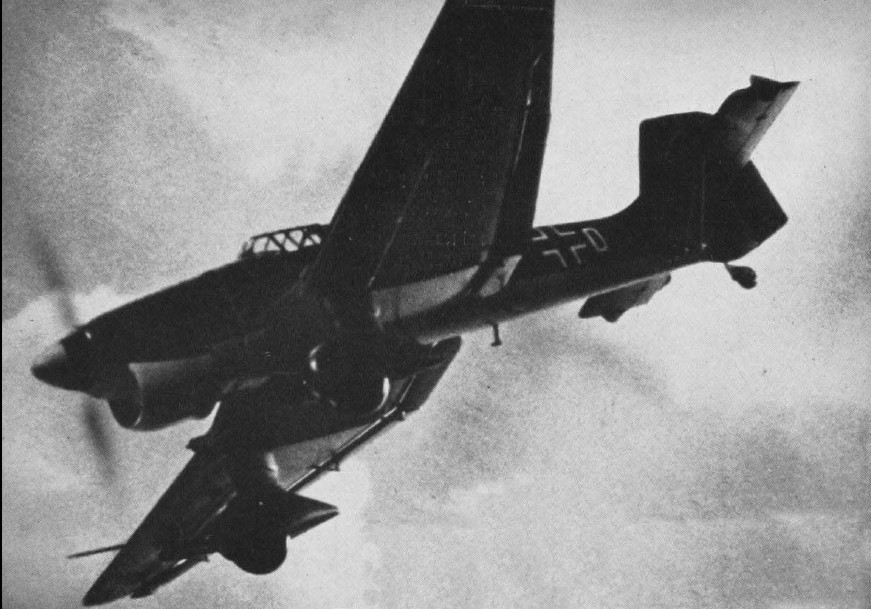
مفجر الغطس Ju 87B "ستوكا"

الغوص أو الغطس الأنفي هو «مسار طيران شديد الانحدار». على الرغم من عدم وجود تعريف محدد لدرجة الانحدار التي تحول مسارًا هبوطيًا إلى غوص، إلا أنه بالضرورة نزول سريع إلى الأمام. تُستخدم الغطسات عمدًا في الطيران البهلواني لبناء السرعة لأداء الأعمال المثيرة، ومن خلال قاذفات الغطس للاقتراب من الهدف بسرعة مع تقليل التعرض لنيران العدو قبل الغوص، ومن أجل زيادة دقة القصف. يمكن أيضًا استخدام الغوص كمناورة طارئة، على سبيل المثال لإطفاء حريق في المحرك.
لاحظ طيارو قاذفة القنابل في الحرب العالمية الثانية والمعروف باسم ستوكا بشكل خاص آثار الغوص. تبدأ من ارتفاع 4,600 م (15,100 قدم)، ستدحرج ستوكا 180 درجة، وتندفع تلقائيًا إلى الغوص. ثم تغوص الطائرة بزاوية 60-90 درجة، مع الحفاظ على سرعة ثابتة من 500 إلى 600 كم/س (270 إلى 320 عقدة؛ 310 إلى 370 ميل/س)، حتى قطعت حوالي 90٪ من الطريق إلى الأرض، وأطلقت قنابلها عند ارتفاع 450 م (1,480 قدم) كحد أدنى. بمجرد أن أطلق الطيار القنبلة وبدأ آلية سحب أوتوماتيكية عن طريق الضغط على مقبض في عمود التحكم، بدأت الطائرة تلقائيًا في قوى سحب ستة جي. يمكن أن تؤدي قوى قوة جي الهائلة التي تعرض لها الطيارون خلال هذه المناورة إلى انقطاع لحظي مؤقت للوعي، مما يستلزم إدراج آليات لأتمتة الانسحاب من الغوص عندما يكون الطيار فاقدًا للوعي.

## روابط خارجية
- فهرس إجراءات محطة FAA
- دورة أرضية مدرسة الطيران عند الهبوط
- دليل التشغيل الآلي لمدرسة الهليكوبتر
- معايير الاختبار التجريبية للطائرات العمودية FAA
- معايير اختبار طيار الطائرة FAA